# Varages
Varages település Franciaországban, Var megyében. Lakosainak száma 1170 fő (2022. január 1.). Varages Barjols, Saint-Martin-de-Pallières, Tavernes és La Verdière községekkel határos.

## Népesség
A település népessége az elmúlt években az alábbi módon változott:
| Lakosok száma | 1145 | 1168 | 1186 | 1178 | 1184 | 1176 | 1165 | 1164 | 1170 |
|               | 2013 | 2015 | 2016 | 2017 | 2018 | 2019 | 2020 | 2021 | 2022 |